# Patronato del Alcázar de Segovia
El Patronato del Alcázar de Segovia, desde su creación el 18 de enero de 1951, es la institución civil encargada de velar por la conservación, entretenimiento y conservación artística del edificio, y de regular su utilización. 
El Alcázar de Segovia, cuyos orígenes se remontan al siglo XII, es uno de los castillos más emblemáticos del mundo y un destino turístico imprescindible en España. A lo largo de su existencia, ha sido la residencia de veintidós reyes y ha acogido a figuras históricas de gran relevancia. Su silueta majestuosa se alza sobre el valle del Eresma, convirtiéndose en el símbolo de la Ciudad Vieja de Segovia, reconocida como Patrimonio Mundial de la Unesco. 

## Antecedentes
El 17 de julio de 1949, el coronel director de la Academia de Artillería redactaba una nota acerca del Alcázar de Segovia, en que exponía la situación del mismo y la necesidad de que las intervenciones en tan histórico edificio se hicieran con un criterio científico. La nota fue remitida por el subsecretario del Ministerio del Ejército al de Educación Nacional. Este ministerio aceptó la colaboración propuesta, pues con fecha 18 de enero de 1951 el Boletín Oficial del Estado publicaba el decreto por el que quedaba constituido el Patronato. 
En dicho decreto se estipuló su cesión por parte del Ministerio de Cultura en usufructo al Ejército, para permitir a la Academia de Artillería disponer de aulas y salones para actos culturales o sociales, y al Archivo General Militar, mientras esté instalado en el edificio, contar con una instalación adecuada para la conservación de sus fondos. 
La responsabilidad de la conservación, mantenimiento y protección artística del Alcázar recae en el Ministerio de Cultura, en concreto en la figura del conservador. 

## Funcionamiento
Según su reglamento, el Patronato celebra preceptivamente cuatro juntas durante el año y se reúne cuantas veces lo estime necesario el presidente. Una de estas reuniones es para aprobar los presupuestos generales para el siguiente ejercicio.  
El Patronato debe dar su aprobación a toda obra que se realice dentro del recinto del Alcázar o de sus parques y aprobar sus presupuestos, sea cual sea el organismo que los sufrague. Además, puede autorizar la celebración de actos culturales o sociales en el Alcázar, siempre que se dé previamente cuenta de ello al Patronato y al alcaide. 
El gobierno interior del Alcázar está a cargo de un alcaide, que es el director de la Academia de Artillería. Este puede designar un teniente de alcaide entre los profesores del centro. Todo el personal que trabaja en el Alcázar depende del alcaide.  
Para la conservación de los objetos de valor artístico que se reúnen en el Alcázar, el Ministerio de Cultura designará un conservador con la debida competencia en la materia. Dichas funciones de conservación del Alcázar son desempeñadas desde el año 2024 por Concha Herrero Carretero. 
El Patronato del Alcázar de Segovia es una entidad sin ánimo de lucro que no dispone de otra fuente de ingresos para cubrir su mantenimiento (restauración y conservación del monumento, gastos de personal, etc.) que los recursos generados a través de la venta de entradas. 
No supone coste alguno para el Estado ni para ninguna otra institución, pública o privada y es un modelo de gestión en materia de conservación, difusión y gestión del patrimonio histórico y artístico.

## Composición del Patronato del Alcázar
El Patronato del Alcázar está constituido por un General del Arma de Artillería, designado por el Ministerio de Defensa, como Presidente; el presidente de la Diputación Provincial de Segovia y el Alcalde de Segovia; dos vocales designados por el Ministerio de Cultura y Deporte; dos vocales militares: uno el Coronel Director de la Academia de Artillería y otro un Jefe del Cuerpo de Ingenieros Politécnicos designado por el Ministerio de Defensa.
| Cargo                                                                          | Nombre                                                         |
| ------------------------------------------------------------------------------ | -------------------------------------------------------------- |
| Presidente del Patronato del Alcázar                                           | General de Brigada Excmo. Sr. D. Ignacio Ojeda González Posada |
| Presidente Excma. Diputación Provincial de Segovia                             | Ilmo. Sr. D. Miguel Ángel de Vicente Martín                    |
| Alcalde-Presidente Excmo. Ayuntamiento de Segovia                              | Ilmo. Sr. D. José Mazarías Pérez                               |
| Vocal designado por el Ministerio de Cultura y Deporte                         | Excmo. Sr. D. Rafael Cantalejo San Frutos                      |
| Vocal designado por el Ministerio de Cultura y Deporte                         | Excma. Sra. Dª Concepción Herrero Carretero                    |
| Vocal militar designado por el Ministerio de Defensa                           | General de División Excmo. Sr. D. Ángel Palacios Zaforteza     |
| Vocal militar, Alcaide de la fortaleza y Director de la Academia de Artillería | Coronel Ilmo. Sr. D. Rafael de Felipe Barahona                 |